# La Cenicienta (programa)
La Cenicienta fue un programa unitario de Argentina de los "Especiales de ATC" emitido en 1982 por Argentina Televisora Color (ATC), protagonizado por Soledad Silveyra.

## Guion
El guion de "La Cenicienta" estuvo adaptado en versión libre de Hugo Midón. Basado en el cuento de los hermanos GRIMM. Dirección: Víctor Selendari.

## Cortina musical
- Nito Mestre interpreta "Tema de Cenicienta" cortina musical de "La Cenicienta" en Youtube

## Elenco
El elenco estuvo conformado, entre otros, por Boy Olmi, Elsa Berenguer, Nené Malbrán, Tina Serrano y Franklin Caicedo.